# Saint-Ambreuil
Saint-Ambreuil este o comună în departamentul Saône-et-Loire, Franța. În 2009 avea o populație de 533 de locuitori.

## Evoluția populației
| An        | 1975 | 1982 | 1990 | 1999 | 2006 | 2009 |
| --------- | ---- | ---- | ---- | ---- | ---- | ---- |
| Populație | 328  | 351  | 415  | 479  | 535  | 533  |